# Mario Lemieux
Mario Lemieux, född 5 oktober 1965 i Montréal, Québec, är en kanadensisk före detta professionell ishockeyspelare som spelade över 15 säsonger i NHL. När den inflytelserika kanadensiska sportkanalen TSN listade de 10 skickligaste ishockeyspelarna genom tiderna så hamnade Lemieux på första plats.
Han kallades i NHL för "Super Mario" efter den populära tv-spelsfiguren. 

## Uppväxten och juniortiden
Lemieux växte upp i en medelklassfamilj och bodde bara ett stenkast från NHL-laget Montreal Canadiens hemmaarena. Han visade tidigt talang för ishockey och utvecklades snabbt. När han blev 17 år skulle han börja spela i ett juniorlag. Han inledde karriären i Voisins de Laval. En av anledningarna till att han valde just Laval var att de spelade i Québecs juniorliga.

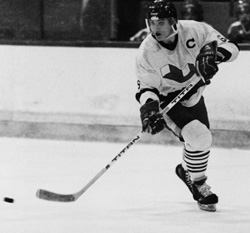
Mario Lemieux, här spelande för Voisins de Laval i juniorligan LHJMQ 1984.

Lemieux hade stora förväntningar på sig, som han lyckades leva upp till. Hans första säsong i klubben blev hans sämsta, däremot blev hans andra säsong i klubben mycket lyckad, han gjorde nämligen hela 184 poäng på bara 66 matcher. Hans bästa säsong blev hans tredje och sista säsong i klubben. Den säsongen gjorde han hela 282 poäng, 133 mål och 149 assist, på bara 70 matcher. Den säsongen är en av de bästa som en junior spelat i en nordamerikansk juniorliga genom tiderna.
Efter det tredje året i Laval var Lemieux tillräckligt gammal för att kunna bli draftad av en NHL-klubb. Eftersom Lemieux var den största talangen 1984 blev han draftad som nr 1 och därför till NHL:s då sämsta lag, Pittsburgh Penguins.
Lemieux skrev kontrakt med laget direkt efter draften. Det bestämdes också att Lemieux skulle debutera i Pittsburgh under den kommande säsongen 1984–85.

## De första åren i NHL
Eftersom Lemieux kom från den fransktalande provinsen Québec var hans engelskkunskaper inte speciellt bra, så han var tvungen att lära sig engelska när han kom till Pittsburgh. Det klarade han dock relativt fort.
Lemieux debuterade i Pittsburgh i en bortamatch mot Boston Bruins 11 oktober 1984, bara 6 dagar efter att han fyllt 19, vilket skulle bli startskottet för en lysande NHL-karriär. Lemieux gjorde mål i sitt första byte, på sitt första skott i NHL, mot målvakten Pete Peeters. Framgångarna fortsatte under hela hans första säsong i Pittsburgh. Lemieux gjorde 100 poäng under sin debutsäsong, vilket han var den tredje i NHL:s historia att göra. Efter säsongen blev Lemieux utsedd till 1984–85 års bästa nykomling i NHL och fick motta Calder Memorial Trophy. Pittsburgh missade dock slutspelet denna säsong. Senare tog Lemieux silver med Kanadas ishockeylandslag i VM i ishockey.
Säsongen 1985–86 fortsatte Lemieux sin succé i NHL. Denna säsong gjorde han 141 poäng på 79 matcher och klarade av den mycket svåra andra säsongen i NHL. Han gjorde poäng i 28 raka matcher, vilket är sällsynt. Även denna säsong fick Lemieux en trofé. Han blev utsedd till NHL:s mest värdefulle spelare enligt spelarna själva. Trofén, som heter Ted Lindsay Award, anses vara en av de förnämsta som man kan vinna. 
Efter Lemieux två succésäsonger blev den följande säsongen, 1986–87, inte vad Pittsburgh och Lemieux hade hoppats på. På grund av skadeproblem kunde Lemieux bara spela 63 av 82 matcher. Ändå gjorde han 107 poäng. Det hjälpte dock inte Pittsburgh som missade slutspelet för femte året i rad. 
Säsongen därefter, 1987–88 väntade dock mer framgång för både Lemieux och Pittsburgh. Först var Lemieux med i Kanadas ishockeylandslag och vann Canada Cup. I den turneringen var Wayne Gretzky och Mario Lemieux de största stjärnorna. Lemieux gjorde 11 mål i turneringen, bland annat turneringens sista då han på övertid avgjorde mot Sovjetunionen i finalen, efter pass av Gretzky.
Under själva säsongen visade Lemieux att han kunde utmana Wayne Gretzky om titeln "världens bästa spelare". Lemieux var inte bara bättre än Gretzky i statistiken utan han spelade också bättre, dessutom i ett lag som missat slutspelet för sjätte året i rad.
Denna säsong vann Lemieux för första gången NHL:s poängliga och spräckte både Gretzkys vinstrad med sju raka vinster och 150 poäng-gränsen. Han gjorde 168 poäng på 77 matcher och blev den fjärde spelaren genom tiderna att göra 70 eller fler mål under en säsong. 
Efter säsongen fick Lemieux en rad utmärkelser. Han vann tre troféer:
- Art Ross Trophy som vinnare av poängligan.
- Hart Memorial Trophy som mest värdefulle spelare.
- Ted Lindsay Award som mest värdefulle spelare enligt spelarna.

Dessa troféer rankas som de största i NHL. Denna säsong var dock inte hans främsta i NHL. 
Under säsongen 1988–89 gjorde Lemieux sin bästa säsong under hela karriären enligt statistiken, med 199 poäng på 76 matcher. Han gjorde 85 mål och 114 assist vilka båda är personliga rekord. Med sina 199 poäng är Lemieux den som är närmast att komma över 200-poängsgränsen, vilket Gretzky redan har gjort. Lemieux blev även den andre genom tiderna att göra mer än 70 mål två säsonger i rad.
Säsongen blev inte bara lyckad för Lemieux utan också för Pittsburgh, som tog sig till slutspel för första gången sedan 1982. Pittsburgh kom dock bara till kvartsfinal och efter säsongen fick Lemieux lite överraskande bara en trofé, Art Ross Trophy för flest poäng.
Lemeiux slog denna säsong några NHL-rekord. Han satte rekord i flest gjorda mål i numerärt underläge och ett målrekord. Målrekordet satte han under en match mot New Jersey Devils på nyårsafton 1988. I den matchen gjorde han fem mål, och alla dessa mål kom alla i olika spelformer. Ett kom i powerplay, ett kom i boxplay, ett i spel fem mot fem, ett på straff och det sista gjorde Lemieux i tom bur. Lemieux tangerade även Patrik Sundströms slutspelsrekord då han 25 april 1989 gjorde 8 poäng mot Philadelphia Flyers, 5 mål och tre assist; hans fem mål är även tangerat rekord med fyra andra spelare och Lemieux är hittills den senaste femmålsskytten i Stanley Cup-slutspelet. Året efter denna succésäsong blev inte lyckad för vare sig Lemieux eller Pittsburgh. Lemieux hade skadeproblem och kunde bara spela 59 matcher, men han gjorde 123 poäng. Denna säsongen missade Pittsburgh återigen slutspelet.

## Stanley Cup-segrarna
1990-talet började inte bra för Lemieux då han var tvungen att i juli 1990 operera sin rygg. Han hade fått en mängd ryggskador under den föregående säsongen. Operationen gjorde att Lemieux missade de 50 första matcherna på säsongen och bara kunde spela 26 matcher i grundserien. Pittsburgh klarade sig bra utan Lemieux på grund av flera nya spelare. År 1991 gick Pittsburgh till Stanley Cup-slutspel, nådde finalen och besegrade Minnesota North Stars med 4-2 i matcher. Detta var Pittsburghs första Stanley Cup-seger. Under slutspelet gjorde Lemieux 44 poäng på 23 matcher. Mario Lemieux fick motta trofén Conn Smythe Trophy, som slutspelets bästa spelare.
Efter Stanley Cup-segern 1991 hade Penguins stora krav och förhoppningar från ledningen och fans att ta en andra rak seger. Detta blev verklighet i och med segern över Chicago Blackhawks med 4-0 i matcher. Efter slutspelet fick Lemieux för andra året i rad Conn Smythe Trophy. Vissa tyckte dock att Jaromir Jagr borde ha fått den, eftersom när Lemieux missade några semifinalmatcher, så var det Jagr som räddade laget. Lemieux gjorde dock 34 poäng på 15 matcher och fick trofén. 
Efter två raka Stanley Cup-segrar så trodde många i NHL att Pittsburgh skulle bli lika dominerande på 1990-talet som Edmonton Oilers var på 1980-talet. De flesta experter trodde att Penguins skulle vinna en tredje rak Stanley Cup-titel. Pittsburgh dominerade i NHL under säsongen 1992–93 och klubben vann grundserien. För Lemieux var även grundserien mycket lyckad sportligt. Han gjorde 160 poäng på bara 60 matcher.
12 januari 1993 fastställdes det dock att Lemieux hade en typ av lymfcancer. Lemieux hade dock tur eftersom man upptäckt cancern så tidigt att den gick att bota. Lemieux missade mer än 20 matcher under säsongen men han överlevde. Pittsburgh vann NHL:s grundserie och även åttondelsfinalen i slutspelet. I kvartsfinalen slog New York Islanders däremot mycket överraskande ut Pittsburgh. Lemieux vann trots detta och sjukdomen poängligan för tredje gången. Förutom Art Ross Memorial Trophy fick Lemieux tre utmärkelser till,  Hart Memorial Trophy, som mest värdefulle spelare, Lester B. Pearson Award, som mest värdefulle spelare enligt spelarna, och Bill Masterton Memorial Trophy, till spelare som gjort bra saker för ishockeyn utanför rinken.
Säsongen 1993–94 var ett sämre år för Lemieux, och för Pittsburgh som åkte ur slutspelet i första omgången, eftersom han tvingades vila nästan hela säsongen på grund av ryggskadorna och fortsätta med behandlingen mot cancern. Han spelade bara 22 matcher och gjorde 37 poäng under säsongen. Det året blev ett av få som han inte fick någon trofé. Lemieux bestämde sig under sommaren 1994 att han skulle ta sabbatsår från hockeyn under säsongen 1994–95. Under sommaren 1995 bestämde han sig dock för att göra comeback i NHL.

## Den första återkomsten
Efter sabbatsåret 1994–95 gjorde Lemieux en stark comeback med 69 mål och 92 assist, alltså 161 poäng, på 70 matcher. Pittsburgh var mycket dominerande i poängligan detta år eftersom Lemieux vann den, Jaromir Jagr kom tvåa och Ron Francis länge låg trea. När det bara återstod några omgångar gick Colorados Joe Sakic dock om Francis, som därmed slutade på fjärde plats. Förutom att Lemieux vann poängligan och blev utsedd till NHL:s mest värdefulle spelare, så uppnådde han också en del milstolpar under sin comebacksäsong. Mario Lemieux gjorde: 
- sin 600:e match den 17 oktober 1995,
- sitt 500:e mål den 26 oktober 1995,[11]
- sin 800:e assist den 26 mars 1996 och
- sin 1300:e poäng den 5 maj 1996.

I slutspelet gick det bra för Pittsburgh som bara var en match från Stanley Cup-finalen. Laget förlorade dock den sjunde och avgörande matchen på hemmaplan mot Florida Panthers med 1-3. Penguins Ron Francis, som bröt foten i matchserien mot Rangers, spelade inte i Conferencefinalen och det avbräcket visade sig bli helt avgörande. Utan två dominerande centrar kunde Panthers lättare plocka bort Lemieux, som bara skrapade ihop sju poäng på lika många matcher.  
Den efterföljande säsongen, som var tänkt att bli hans sista i NHL, vann Lemieux för sjätte gången poängligan. Det året gjorde han 50 mål, 72 assist och 122 poäng på 72 matcher. Han slog även ännu ett målrekord då han gjorde fyra mål i en period i en bortamatch mot Montreal Canadiens. Även detta år gick Pittsburgh till slutspel, men laget åkte ur redan i den första omgången mot Philadelphia Flyers med 4-1 i matcher. Lemieux spelade sin sista NHL-match borta mot Philadelphia och det var inför en både jublande och gråtande publik som Lemieux tog avsked av NHL som spelare.

## Uppehållet
Efter att Lemieux karriär tagit slut "pensionerades" tröja 66 i Pittsburgh Penguins hemmaarena, Mellon Arena. Detta betyder att ingen spelare i Pittsburgh Penguins någonsin mer får spela i tröjnumret 66.
Tre år efter avslutad karriär kan man bli invald i Hockey Hall of Fame i Toronto, men när Mario Lemieux slutade gjorde man ett undantag. Det tog bara tre månader för Lemieux att komma in i Hockey Hall of Fame. 
1998 samlade tidningen The Hockey News ihop en kommitté av 50 hockeyexperter bestående av före detta NHL-spelare, journalister, TV-bolag, coacher och styrelsemedlemmar för att göra en lista över de 100 bästa spelarna i NHL:s historia. Experterna röstade fram Lemieux på fjärde plats.
Inför säsongen 1999–00 hotades Pittsburgh Penguins att bli sålda till en annan stad när ägaren Roger Marino inte hade råd att ha kvar klubben, då köpte Mario Lemieux plus några andra småägare upp laget. Lemieux sade att anledningen var att klubben hade betytt så mycket för honom, så att laget skulle vara kvar i Pittsburgh. Dessutom var Pittsburgh Penguins skyldig Lemieux pengar.

## Den andra återkomsten
Lemieux fortsatte att äga Penguins även under säsongen 2000–01. Säsongen började bra för Pittsburgh och lagets stjärnor, Aleksej Kovaljov, Martin Straka och framför allt för NHL:s bäste spelare Jaromir Jagr spelade bra och gjorde poäng. 
I mitten av november 2000 började det dock att gå dåligt för Penguins och Jagrs poängskörd försämrades avsevärt. Jagr sade att om han inte spelade bättre än så här så skulle han inte vara lagkapten eller inte ens tillhöra laget. I slutet av november började det ryktas att Lemieux skulle göra comeback i NHL, vilket han bekräftade på en presskonferens den 1 december. Han sa att de största orsakerna till hans comeback efter tre och ett halvt års uppehåll var att NHL hade infört en nolltoleransnivå, vilket innebär att domarna skulle vara hårdare med utvisningar, och att hans yngste son aldrig hade sett sin pappa spela. 
Det bestämdes att Lemieux skulle göra comeback 27 december 2000 i en hemmamatch mot Toronto Maple Leafs. Före matchen tog man ner Lemieux tröja med nummer 66 från taket så att han skulle kunna använda den igen. När matchen bara hade pågått 30 sekunder gjorde Jagr mål, med assist från Lemieux. Domaren var osäker på om pucken var i mål och fick kontrollera med måldomaren innan målet godkändes. Senare i matchen gjorde Lemieux en assist till och även ett mål.
I Lemieux och Pittsburghs nästa match nådde Lemieux en milstolpe, med 1500 poäng i NHL. Senare i matchen hjälpte han Jaromir Jagr att göra hans 1000:e poäng i NHL. Under resten av säsongen fortsatte Lemieux succé och han drog fullt hus i varje match han spelade. När grundserien var slut hade han gjort sammanlagt 76 poäng på 41 matcher. Dessutom vann lagkamraten och kedjekompisen Jaromir Jagr NHL:s poängliga för fjärde året i rad.
Pittsburgh gick till slutspel, där laget vann över Washington Capitals med 4–2 i första omgången, men förlorade mot New Jersey Devils i semifinalen.
Efterföljande säsong blev inte vad Lemieux hade hoppats på. Jaromir Jagr lämnade laget efter fyra raka poängligavinster och Lemieux drabbades av skador vilket medförde att han bara kunde spela 24 matcher. Han hann dock med att vinna guld med Kanada i Olympiska vinterspelen 2002 i Salt Lake City.
Säsongen därpå, 2002–03, ledde Lemieux poängligan nästan hela säsongen, men en skada i slutet av säsongen gjorde att han tappade ledningen. Lemieux gjorde även sin 1000:e assist under säsongen i en match mot Boston Bruins (en av hans fyra assist i den matchen) och blev därmed den tionde spelaren att nå 1000 assist.
Säsongen därpå 2003/2004 blev mycket skadefylld för Lemieux, varför han bara kunde spela 10 matcher. NHL-säsongen 2004–05 ställdes in på grund av lockout. Lemieux meddelade den 24 januari 2006 att han tänkte sluta med hockeyn på grund av sina hjärtproblem.
Många säger att Lemieux är den bästa spelaren som någonsin spelat i NHL. Han spelade aldrig en full säsong i NHL och missade fler än 400 matcher under hela sin karriär.

## Landslagskarriär
Lemieux har även representerat Kanadas landslag vid ett antal tillfällen. Bland hans största meriter i internationella idrottssammanhang kan OS 2002 i Salt Lake City nämnas, då han som lagets kapten lyckades föra laget till guld efter att ha besegrat USA med 5-2 i den avgörande finalen.

## Troféer och priser
- Art Ross Memorial Trophy: 1988, 1989, 1992, 1993, 1996, 1997
- Bill Masterton Memorial Trophy: 1993
- Calder Memorial Trophy: 1985
- Conn Smythe Trophy: 1991, 1992
- Hart Memorial Trophy:  1988, 1993, 1996
- Lester B. Pearson Award: 1986,  1988, 1993, 1996
- Lester Patrick Trophy: 2000

## Statistik

### Klubbkarriär
| 1980–81      | Concordia de Montréal | LHMAAAQ      | 47  | 62  | 62   | 124  | 127 | 3   | 2  | 5  | 7   | 8  |
| 1981–82      | Voisins de Laval      | LHJMQ        | 64  | 30  | 66   | 96   | 22  | —   | —  | —  | —   | —  |
| 1982–83      | Voisins de Laval      | LHJMQ        | 66  | 84  | 100  | 184  | 76  | 12  | 14 | 18 | 32  | 18 |
| 1983–84      | Voisins de Laval      | LHJMQ        | 70  | 133 | 149  | 282  | 97  | 14  | 29 | 23 | 52  | 29 |
| 1984–85      | Pittsburgh Penguins   | NHL          | 73  | 43  | 57   | 100  | 54  | —   | —  | —  | —   | —  |
| 1985–86      | Pittsburgh Penguins   | NHL          | 79  | 48  | 93   | 141  | 43  | —   | —  | —  | —   | —  |
| 1986–87      | Pittsburgh Penguins   | NHL          | 63  | 54  | 53   | 107  | 57  | —   | —  | —  | —   | —  |
| 1987–88      | Pittsburgh Penguins   | NHL          | 77  | 70  | 98   | 168  | 92  | —   | —  | —  | —   | —  |
| 1988–89      | Pittsburgh Penguins   | NHL          | 76  | 85  | 114  | 199  | 100 | 11  | 12 | 7  | 19  | 16 |
| 1989–90      | Pittsburgh Penguins   | NHL          | 59  | 45  | 78   | 123  | 78  | —   | —  | —  | —   | —  |
| 1990–91      | Pittsburgh Penguins   | NHL          | 26  | 19  | 26   | 45   | 30  | 23  | 16 | 28 | 44  | 16 |
| 1991–92      | Pittsburgh Penguins   | NHL          | 64  | 44  | 87   | 131  | 94  | 15  | 16 | 18 | 34  | 2  |
| 1992–93      | Pittsburgh Penguins   | NHL          | 60  | 69  | 91   | 160  | 38  | 11  | 8  | 10 | 18  | 10 |
| 1993–94      | Pittsburgh Penguins   | NHL          | 22  | 17  | 20   | 37   | 32  | 6   | 4  | 3  | 7   | 2  |
| 1994–95      | Spelade ej            |              |     |     |      |      |     |     |    |    |     |    |
| 1995–96      | Pittsburgh Penguins   | NHL          | 70  | 69  | 92   | 161  | 54  | 18  | 11 | 16 | 27  | 33 |
| 1996–97      | Pittsburgh Penguins   | NHL          | 76  | 50  | 72   | 122  | 65  | 5   | 3  | 3  | 6   | 4  |
| 1997–98      | Spelade ej            |              |     |     |      |      |     |     |    |    |     |    |
| 1998–99      | Spelade ej            |              |     |     |      |      |     |     |    |    |     |    |
| 1999–2000    | Spelade ej            |              |     |     |      |      |     |     |    |    |     |    |
| 2000–01      | Pittsburgh Penguins   | NHL          | 43  | 35  | 41   | 76   | 18  | 18  | 6  | 11 | 17  | 4  |
| 2001–02      | Pittsburgh Penguins   | NHL          | 24  | 6   | 25   | 31   | 14  | —   | —  | —  | —   | —  |
| 2002–03      | Pittsburgh Penguins   | NHL          | 67  | 28  | 63   | 91   | 43  | —   | —  | —  | —   | —  |
| 2003–04      | Pittsburgh Penguins   | NHL          | 10  | 1   | 8    | 9    | 6   | —   | —  | —  | —   | —  |
| 2005–06      | Pittsburgh Penguins   | NHL          | 26  | 7   | 15   | 22   | 16  | —   | —  | —  | —   | —  |
| QMJHL totalt | QMJHL totalt          | QMJHL totalt | 200 | 247 | 315  | 562  | 190 | 26  | 43 | 41 | 84  | 47 |
| NHL totalt   | NHL totalt            | NHL totalt   | 915 | 690 | 1033 | 1723 | 834 | 107 | 76 | 96 | 172 | 87 |

### Internationellt
| År            | Lag           | Turnering     |               | Matcher | Mål | Assists | Poäng | Utv. |
| ------------- | ------------- | ------------- | ------------- | ------- | --- | ------- | ----- | ---- |
| 1983          | Kanada        | JVM           |               | 7       | 5   | 5       | 10    | 12   |
| 1985          | Kanada        | VM            |               | 9       | 4   | 6       | 10    | 2    |
| 1987          | Kanada        | CC            |               | 9       | 11  | 7       | 18    | 8    |
| 2002          | Kanada        | OS            |               | 5       | 2   | 4       | 6     | 0    |
| 2004          | Kanada        | WC            |               | 6       | 1   | 4       | 5     | 2    |
| Senior totalt | Senior totalt | Senior totalt | Senior totalt | 29      | 18  | 21      | 39    | 12   |

### Webbkällor
- ”Mario Lemieux”. nhl.com. http://www.nhl.com/player/8448782. Läst 5 januari 2011.
- ”Mario Lemieux”. eliteprospects.com. http://eliteprospects.com/player.php?player=9679. Läst 5 januari 2011.